# Carlo Reina
Carlo Reina (Como, 9 ottobre 1881 – Beregazzo, 17 giugno 1935) è stato un militare italiano, pluridecorato ufficiale del Regio Esercito durante la prima guerra mondiale, fu uno dei protagonisti della marcia su Fiume del settembre del 1919.

## Biografia
Nacque a Como il 9 ottobre 1881 e entrò nel Regio Esercito, frequentando la Regia Accademia Militare di Fanteria e Cavalleria di Modena al termine della quale fu assegnato come sottotenente, all'arma di Cavalleria, Reggimento"Cavalleggeri di Lucca" (16º) . Dopo l'entrata in guerra del Regno d'Italia, il 24 maggio 1915, chiese, ed ottenne, il passaggio alla arma di fanteria, venendo assegnato alla Brigata "Granatieri di Sardegna". Combattente delle trincee del Carso, decorato con medaglia d'argento per la sua partecipazione alla battaglia di Caposile (gennaio 1918)  e di bronzo al valor militare, al termine della guerra, con il grado di maggiore, comandava il II battaglione, 1º Reggimento, Brigata "Granatieri di Sardegna".
Dopo la firma dell'armistizio di Villa Giusti, e con il termine delle ostilità, la Brigata "Granatieri di Sardegna", compreso il II Battaglione, fu posta di guarnigione alla città istriana di Fiume. Per accordi intercorsi tra i comandi Alleati, il 25 agosto 1919, i granatieri, al comando del generale Francesco Saverio Grazioli, dovettero lasciare la città, sfilando in mezzo alla popolazione di Fiume che cercò di trattenerli con suppliche e manifestazioni di italianità, per essere sostituiti da un contingente di truppe di varie nazionalità, tra cui quelle francesi apertamente filo serbe. Recatosi a Venezia, dove viveva a quell'epoca Gabriele D'Annunzio, giocò un ruolo di primo piano  nel convincere il "Vate", pluridecorato eroe di guerra, a mettersi alla testa di un reparto misto di granatieri  ed arditi, e impossessarsi della città di Fiume.
L'11 settembre dello stesso anno D'Annunzio, seppur febbricitante, si recò a Ronchi dei Legionari alla testa di un gruppo di militari, tra cui i volontari al seguito del tenente Guido Keller che aveva procurato cinque autoblindo Lancia 1Z e venticinque autocarri Fiat 15ter su cui presero posto buona parte dei convenuti. Il giorno dopo i granatieri comandati dal maggiore Reina intrapresero la Marcia di Ronchi, e alla colonna in movimento via via si unirono altri volontari tra cui due reparti d'assalto di arditi che in realtà avrebbero dovuto bloccarla.  Oltrepassato il confine presidiato dalle truppe del generale Vittorio Emanuele Pittaluga, dopo essersi congiunto con la Legione Fiumana di Giovanni Host-Venturi, D'Annunzio prese possesso della città acclamato dalla popolazione italiana e dai volontari lì presenti, e proclamò l'annessione all'Italia di Fiume.
Nominato capo di stato maggiore del Comando Città di Fiume, Reina cercò, invano, di far rispettare la disciplina militare alle truppe, e agli ufficiali di complemento che quindi ogni giorno raggiungevano la città per unirsi ai rivoltosi, in ciò coadiuvato dal comandante dell'8º Reparto d'assalto, maggiore Giuseppe Nunziante, un ufficiale nazionalista e legalitario. Fu sempre, fortemente, contrario che qualsiasi deriva rivoluzionaria circolasse tra gli ambienti dei legionari fiumani.
Favorevole ad una soluzione politica del problema fiumano, contrario alla deriva repubblicana, con connotati quasi dittatoriali, intrapresa da D'Annunzio, rimase scandalizzato dal regime di vita da lui tenuto, insieme al suo "entourage".
Il 31 ottobre i due entrarono in aperto contrasto per via dell'allontanamento del tenente Rosalli da Fiume, decisione fortemente criticata da D'Annunzio, cui seguì un nuovo scontro il giorno 9 novembre, quando D'Annunzio si accorse che Reina aveva segretamente richiesto l'invio di un contingente di Carabinieri dall'Italia, per mantenere l'ordine pubblico in città. Congedato definitivamente da D'Annunzio il 28 novembre, fu arrestato e sottoposto a processo per tradimento, venendo espulso dal territorio fiumano nel gennaio 1920, quando raggiunse Zara, dove rimase fino al luglio successivo quando rientrò in Italia. I due non si riappacificarono mai più, nonostante i tentativi fatti da D'Annunzio in tal senso. Rimase sempre in disparte nel dibattito politico militare dell'epoca, e non aderì mai al fascismo. Lasciato l'esercito nel 1929, con il grado di tenente colonnello, si spense a Beregazzo il 17 giugno 1935, lasciando la moglie, contessa Maria Braghenti.

### Annotazioni
1. ↑  Dal luglio 1917 al termine del conflitto aveva comandato il I Battaglione del 2º Reggimento, succedendo al parigrado Ottorino Maioli.
2. ↑  Tramite tra gli ufficiali dei granatieri e D'Annunzio fu un ufficiale del I battaglione del 2º Reggimento "Granatieri di Sardegna", il capitano Giuseppe Sovera (Tortona 1891–1979), che diventerà il "Capitano di Ronchi", definito dallo storico John Woodhouse come L'ottavo giurato.
3. ↑  Sette ufficiali dei granatieri, subalterni del maggiore Carlo Reina, passati alla storia come "I Giurati di Ronchi", giocarono un ruolo di primo piano nell'avventura di Fiume. Si trattava dei tenenti Riccardo Frassetto e Vittorio Rusconi, e dei sottotenenti Attilio Adami, Enrico Brighetti, Rodolfo Cianchetti, Lamberto Ciatti, e Claudio Grandjacquet. Essi, acquartierati con il proprio reparto a Ronchi dei Legionari inviarono a D'Annunzio una lettera in cui lo invitavano a mettersi al comando di un corpo di spedizione che riaffermasse l'italianità di Fiume.
4. ↑  Reina viaggiò sulla stessa macchina, una Fiat 501, su cui si trovava D'Annunzio, posizionata alla testa della colonna, subito dopo le cinque autoblindo Lancia 1Z che aprivano la strada.
5. ↑  Si trattava dell'8º e del 22º Reparto d’assalto, comandati rispettivamente dal maggiore Giuseppe Nunziante e dal colonnello Raffaele Repetto, che invece di fermare i rivoltosi si aggregarono alla colonna.
6. ↑  Costituita a partire dal giugno 1919, era composta da tre compagnie che prendevano il nome di tre volontari fiumani caduti nella prima guerra mondiale: Ipparco Baccich (I Compagnia), Mario Angheben (II Compagnia) e Annibale Noferi (III Compagnia). Nella Compagnia "Baccich" furono inquadrati gli appartenenti a società politiche, nella Compagnia "Noferi" gli appartenenti alle società sportive, e nella Compagnia "Angheben" gli studenti.
7. ↑  Giuseppe Nunziante lottò per tutto il periodo fiumano contro Ulisse Igliori che aveva cercato di introdurre i Soviet nella Compagnia Arditi "D'Annunzio" da lui comandata.
8. ↑  D'Annunzio lo congedò con una semplice lettera che recitava: Chi avrebbe pensato, la sera di Ronchi, su quel davanzale di finestra, che saremmo arrivati a questo dolore? Ogni bene. Che Dio ti perdoni.
9. ↑  La commissione d'inchiesta era presieduta dal colonnello Mario Sani.

### Fonti
1. 1 2 3 4 5  Festorazzi 2012, p. 30.
2. ↑  Marina Cattaruzza, L'Italia e il confine orientale, Società editrice Il Mulino, Bologna, 2007, pag. 147-148: ...il ritiro dei granatieri di Sardegna era accompagnato da parossistiche dimostrazioni di folla, vestita di bianco rosso e verde, con le donne che si gettavano in ginocchio dinanzi ai partenti supplicandoli di non lasciarle nelle mani dei croati e i bambini che si aggrappavano alle loro gambe e li afferravano per le mani.
3. 1 2  Vivarelli 2012, p. 563.
4. 1 2  Serventi Longhi 2011, p. 144.
5. ↑  Giulietti 2015, p. 115.
6. 1 2 3 4  Festorazzi 2012, p. 31.
7. 1 2  Lancelotti 2013, p. 5<2.